# Hedingia
Hedingia is een geslacht van zeekomkommers uit de familie Caudinidae. De wetenschappelijke naam van het geslacht werd in 1938 voorgesteld door Elisabeth Deichmann.

## Soorten
- Hedingia albicans (Théel, 1886) Deichmann, 1938
- Hedingia californica (Ludwig, 1894)
- Hedingia fusiformis (Augustin, 1908)
- Hedingia glabra (Théel, 1886)
- Hedingia ludwigi (Ohshima, 1915)
- Hedingia mediterranea (Bartolini Baldelli, 1914) Tortonese, 1965
- Hedingia planapertura (H.L. Clark, 1908)